# Robert Rex Junior
Robert Matua Richmond Rex (Robert Rex Junior, geb. ca. 1943; gest. 15. Juli 2021) war ein Politiker in Niue.

## Leben
Sein Vater Robert Rex führte Niué, damals noch eine Kolonie von Neuseeland, 1974 in den Status einer freien Assoziation mit Neuseeland, und leitete die erste Regierung des Landes. Robert Rex Junior wurde Geschäftsmann und Förderer verschiedener Sport-Organisationen und Nichtregierungsorganisationen. Bei den Wahlen 1975 traten dann vier Mitglieder der Familie Rex an: Robert Rex Senior (wiedergewählt als Abgeordneter von Alofi-Süd; er wurde Premier), seine Frau Patricia Rex wurde ebenfalls gewählt; sein Bruder Leslie Rex und Robert Junior wurden jedoch nicht gewählt.
Robert Rex Junior wurde dann in den Wahlen 1978 in die Niue Fono Ekepule (Parlament) gewählt. diesmal kam er über eine nationale Liste ins Parlament, nicht über einen Wahlkreis. Sein Vater, der als Premierminister wiedergewählt worden war, ernannte ihn zum Minister für Gesundheit, Kultur, Fischerei, Jugend und Sport. Er behielt diesen Posten auch nach den Wahlen 1981 und wurde zusätzlich Landwirtschaftsminister. Unter seinem Vater füllte er bis 1990 verschiedene Ministerämter aus, dann war er in der Regierung von Sani Lakatani von 1999 bis 2002 Gesundheitsminister, Minister für Public Service, Justiz, Land, Außenhandel und Fischerei, Polizei und Immigration. Nachdem er 1978 bis 1996 über eine Liste ins Parlament gekommen war, war er für den Wahlkreis Alofi-Süd (dem Wahlkreis, welchen sein Vater davor innehatte) von 1996 bis 2005 im Parlement.
Als unabhängiger Abgeordneter in der Legislaturperiode 1993 bis 1996 unter Frank Lui, wurde er nach den Wahlen 1996 von der Niue People’s Party hofiert. Die Oppositionspartei wollte mit den unabhängigen Abgeordneten zusammen eine Regierungsmehrheit konstruieren. Die Partei versprach ihm den Posten des Premierministers, den er daraufhin mit ihrer Hilfe anstrebte. Er verpasste die Mehrheit knapp. Frank Lui gewann mit elf zu neun Stimmen.
Nach einer Niederlage in den Wahlen 2005 zog er sich aus dem politischen Leben zurück und verstarb am 15. Juli 2021 im Alter von 78 Jahren.